# Leslie Newton Goodding
Leslie Newton Goodding (31 de marzo de 1880- 16 de noviembre de 1967) fue un botánico, pteridólogo, micólogo, y fitopatólogo estadounidense.
Estudió botánica, patología vegetal y pedagogía en la Universidad de Montana.

## Algunas publicaciones
- Zeller, s.m.; l.n. Goodding. 1930. Some species of Atropellis and Scleroderris on conifers in the Pacific northwest. Phytopathology 20: 555-567

## Honores
- Beca Memorial Leslie N. Goodding: esta es en su honor, disponible para no graduados o graduados del Departamento de Ecología y Biología Evolutiva de la Universidad de Arizona.

### Epónimos
- (Alliaceae) Allium gooddingii Ownbey[2]
- (Asteraceae) Aster gooddingii Onno[3]
- (Brassicaceae) Physaria gooddingii (Rollins & E.A.Shaw) O'Kane & Al-Shehbaz[4]
- (Caesalpiniaceae) Cassia gooddingii A.Nelson[5]
- (Euphorbiaceae) Chamaesyce gooddingii Millsp.[6]
- (Fabaceae) Hamosa gooddingii Rydb.[7]
- (Grossulariaceae) Ribes gooddingii M.Peck[8]
- (Hydrophyllaceae) Phacelia gooddingii Brand[9]
- (Leguminosae) Hamosa gooddingii Rydb.[10]
- (Oleaceae) Fraxinus gooddingii Little[11]
- (Papaveraceae) Corydalis gooddingii Fedde[12]
- (Plantaginaceae) Plantago gooddingii A.Nelson & P.B.Kenn.[13]
- (Poaceae) Muhlenbergia gooddingii Soderstr.[14]
- (Polemoniaceae) Phlox gooddingii A.Nelson & P.B.Kenn.[15]
- (Portulacaceae) Talinum gooddingii P.Wilson in Rydb.[16]
- (Salicaceae) Salix gooddingii C.R.Ball[17]
- (Scrophulariaceae) Besseya gooddingii Pennell[18]
- (Verbenaceae) Glandularia gooddingii (Briq.) Solbrig[19]

- La abreviatura «Goodd.» se emplea para indicar a Leslie Newton Goodding como autoridad en la descripción y clasificación científica de los vegetales.[20]